# Жао Инци
Жа́о Инци́ (кит. трад. 饒穎奇, упр. 饶颖奇, пиньинь Ráo Yǐngqí; 5 ноября 1934) — тайваньский политик, видный деятель Гоминьдана, в 1999—2002 — вице-председатель Законодательного юаня Китайской Республики. С 1998 — президент Всемирной лиги за свободу и демократию.

## Образование
Коренной тайванец, родился в период японского колониального владения в посёлке Тофун уезда Тикунан префектуры Синтику (сейчас это город Тоуфэнь уезда Мяоли). Окончил факультет бизнеса и права Национального университета Тайбэя. По специальности социолог.
Вступив в Гоминьдан, Жао Инци прошёл обучение в партийном Национальном институте развития. Получил специальность партийного организатора.

## Политик Гоминьдана и WLFD
С 1959 по 1981 служил на различных должностях в городской администрации Тайбэя. С 1981 Жао Инци неоднократно избирался в Законодательный юань Китайской Республики. Был одним из руководителей фракции Гоминьдана. Специализировался, в частности, на иностранных делах и проблемах хуацяо. С 1999 по 2002 Жао Инци занимал пост заместителя председателя Законодательного юаня.
С начала 1990-х занимал в Гоминьдане видные партийные посты. Состоял в центральных руководящих органах, возглавлял политическую комиссию, был заместителем генерального секретаря. Руководил группой советников президентов Чэнь Шуйбяня и Ма Инцзю.
В 1998 году Жао Инци был избран президентом Всемирной лиги за свободу и демократию (WLFD; в 1966—1990 — Всемирная антикоммунистическая лига). Под его руководством Лига сосредоточилась на проблематике глобального развития и защиты прав человека. В начале 2000-х годов в руководстве WLFD возник конфликт между сторонниками Жао Инци и Клемента Чжана, урегулировать который удалось только при посредничестве президента Чэнь Шуйбяня.
23 января 2016 года Жао Инци вместе с Ма Инцзю участвовал в очередной церемонии по случаю Всемирного дня свободы. Он заявил, что «WLFD надеется распространить успех Тайваня как пример для мира, где демократия ещё находится под угрозой».

## В межкитайском диалоге
Жао Инци придерживается антикоммунистических взглядов и поддерживает диссидентское движение в КНР. В то же время он выступает за сближение двух Китаев (вплоть до реализации «красивой мечты о слиянии»), участвует в переговорном процессе между Гоминьданом и КПК. Возглавляет Ассоциацию хакка — организацию культурных и экономических обменов «через пролив».
В 2002 году Жао Инци посетил КНР во главе делегации Всемирной лиги за свободу и демократию. Он положительно оценивает политику реформ и открытости КНР и считает, что обмен идеями будет способствовать демократизации материкового Китая.
В августе 2015 года тайваньская парламентская делегация во главе с Жао Инци посетила Пекин. Жао Инци провёл переговоры с крупным деятелем КПК председателем Всекитайского комитета Народного политического консультативного совета Китая Юй Чжэншэном. Объединяющей платформой для КПК и Гоминьдана является принцип единого Китая, неприятие идеи независимости Тайваня.